# Потоцкий, Стефан (воевода белзский)
Стефан Потоцкий (1651/1652 — 1726/1 августа 1727) — польский магнат и государственный деятель, полковник коронных войск, ловчий великий коронный (1688—1697), стражник великий коронный (1697—1720), воевода белзский (1720—1727), староста трембовельский (1698), яблуновский (1705), городокский (1713) и каневский.
Представитель польского магнатского рода Потоцких герба «Пилява».

## Биография
Младший сын воеводы брацлавского Януша Потоцкого (1616/1618 — 1676) и Терезы Цетнер.
Начал военную карьеру в чине полковника польской армии. В 1680-х годах частично восстановил разрушенный Бучацкий замок. В декабре 1684 года был избран галицким сеймом делегатом на сейм. В августе 1687 года сеймик Галицкой земли освободил имения С. Потоцкого от налогообложения. В 1688 году получил должность ловчего великого коронного. В 1697 году Стефан Потоцкий был назначен стражником великим коронным. В 1690-х годах руководил военным отрядом, который вел разведывательные действия в окрестностях Каменца-Подольского. Стефан Потоцкий, хорошо знавший турецко-татарские проблемы, входил в ближайшее окружение польского короля Яна III Собеского.
Политически был связан с будущим гетманом великим коронным Адамом Николаем Сенявским. В 1694 году сильно избил булавой своего шурина Яна Гнинского. Король Ян Собеский, несмотря на свою симпатию к Стефану Потоцкому, в течение нескольких месяцев отказывался принимать его извинения и простил его только 14 июля.
В июле 1694 года Стефан Потоцкий женился на Иоанне Сенявской (после 1662—1733), сестре Адама Николая Сенявского, который выступал против этого брака, считая, что будущий зять добивается только большого приданого.
В феврале 1695 года Стефан Потоцкий прибыл во Львов, где вскоре был осажден крымскими татарами, получил сильное ранение в руку (или плечо), оставшись изуродованным до конца жизни. После отступления крымской орды вместе с женой проживал в своих владениях, ведя сбор разведывательных данных, командовал полком из девяти панцирных хоругвей.
В 1696 году после смерти польского короля Яна III Собеского Стефан Потоцкий поддержал кандидатуру саксонского курфюрста Фридриха Августа Веттина, будущего Августа Сильного.
В 1697 году получил должность стражника великого коронного, командовал значительными воинскими отрядами на Волыни, Покутьи и Подолии. В 1701 году галицкий сеймик избрал С. Потоцкого делегатом на сейм.
В 1702 году у Стефана Потоцкого обостряются отношения с родственниками из-за недостаточного приданого жены, а также из-за проигрыша в борьбе за булаву гетмана польного коронного, которую получил Адам Николай Сенявский. Пытаясь получить какую-то компенсацию, Стефан Потоцкий высмеивал последнего и даже вызвал его на дуэль, которую запретил гетмана великий коронный Иероним Августин Любомирский.
В сентябре 1698 года получил должность старосты теребовлянского, от которой отказался в феврале 1704 года в пользу А. Цетнера. В 1705 году получил староство яблуновское, а в 1713 году стал старостой городокским.
Во время борьбы за королевский трон между Августом Сильным и Станиславом Лещинским не имел четко выраженной позиции. В сентябре 1705 года отразил попытку захвата русскими крепости в Замостье. В декабре 1707 года русский царь Пётр I приказал арестовать Стефана Потоцкого по подозрению в шпионаже в пользу Польши. Однако С. Потоцкий смог избежать ареста, но в его имениях было расквартировано 8 тысяч русских солдат, которые грабили и насиловали жителей Бучача, Городенки, Золотого Потока и Барыша. На встрече в Торуни польский король Август Сильный сообщил об этом русскому царю Петру, который только отмахнулся. Стефан Потоцкий стал симпатизировать Станиславу Лещинскому. В 1710 году участвовал в Варшавской раде, на которой выступал против произвола русских солдат в его владениях.
7 декабря 1712 года Стефан Потоцкий выдал в Люблине разрешительную грамоту на строительство греко-католического (униатского) монастыря в Бучаче.
С 1717 года начал часто болеть, что обусловило ослабление его политической активности. В 1720 году получил должность воеводы белзского. С 1720 года проживал в основном в Бучаче и Золотом Потоке, пытаясь их восстановить.
В 1718 году стал кавалером Ордена Белого Орла.
1 августа 1727 года 75-летний воевода белзский Стефан Потоцкий скончался. Его тело похоронили в семейном склепе Цетнеров в доминиканском монастыре в местечке Подкамень, а внутренние органы — в гробнице св. Анны в Бучаче.

## Семья
Стефан Потоцкий был дважды женат. В 1688 году женился первым браком на Анна Харленской, от брака с которой не имел детей. В 1694 году вторично женился на Иоанне Сенявской, дочери гетмана польного коронного Николая Иеронима Сенявского (1645—1683) и Сесилии Марии Радзивилл. Дети:
- Николай Базилий Потоцкий (1712—1782), староста каневский
- Тереза Потоцкая (ум. 1765), 1-й муж воевода ленчицкий Ежи Варшицкий, 2-й муж воевода серадзский Войцех Леон Опалинский